# Синни
Си́нни (итал. Sinni, лат. Siris или Sinis, др.-греч. Σῖρις или Σίνις) — река в южной Италии, в области Базиликата.

## География
Длина 94 км, площадь бассейна 1292 км². Исток в Луканских Апеннинах (коммуна Лаурия). Течёт по территории области Базиликата. В верхнем течении река горная, в низовьях — равнинная.
Недалеко от города Сенизе на реке в 1970—1982 годах была выстроена плотина, в результате чего образовалось одно из крупнейших водохранилищ в Италии — Лаго-ди-Монте-Котуньо — объёмом 530 млн м³, обеспечивающее пресной водой области Базиликата и Апулия.
Ниже по течению, в коммуне Вальсинни, в реку справа впадает самый крупный её приток — река Сарменто (Sarmento). Синни впадает в залив Таранто Ионического моря около города Поликоро.

## История
Во времена Античности в устье реки находился город Сирис. Под именем Сирис (Σῖρις) река упоминается греческими поэтами Ликофроном и Архилохом. Ликофрон называет её Синид (Σίνις). Река обозначена как Semnum на «Пейтингеровой скрижали» (Tabula Peutingeriana), в 4 милях от города Гераклея. Название, вероятно, является искажением от Ad Simnum или Sinnum. Реки Сирис и Акирис (лат. Aciris, современная Агри) упоминаются Плинием Старшим и Страбоном как две важнейшие водные артерии Лукании.
Река также примечательна сражением между Пирром и римлянами в 280 году до н. э., произошедшем на берегах реки (около города Гераклея).